# Némethi Ferenc

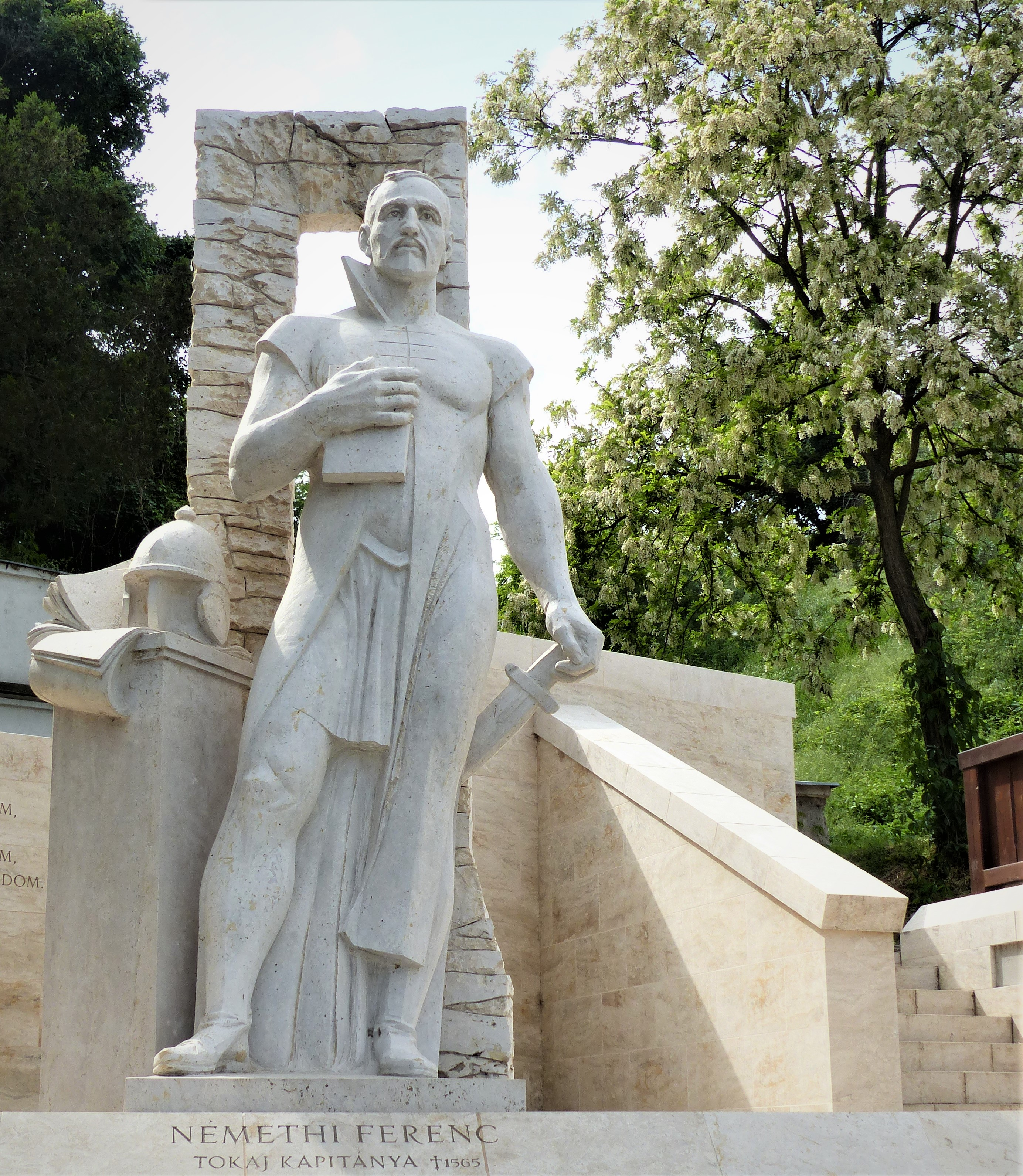
Némethi Ferenc emlékműve Tokajban.jpg

Némethi Ferenc (Zétény ?  - Tokaj 1565) főnemes, költő, zsoltáríró, Tokaj várkapitánya, aki a vár védelmében hősi halált halt.

## Élete
Zemplén vármegyéből származó nemesi családba született. A család ősi birtoka Zétényben volt. Némethi 1556-ban átpártolt Szapolyai János oldalára, akinek élete végéig híve maradt, otthagyva I. Ferdinánd magyar királyt és ezért Zétényt elvették tőle és Telekessy Imrének adományozták.
Az ősi birtok elvesztése ellenére a Némethiek Zemplén és Abaúj vármegyék egyik meghatározó református családja maradt. Felesége Balassa Zsófia volt, de gyermektelenek voltak. A családra nagy csapást jelentett, amikor Balassa Menyhért, Némethi sógora Szapolyaitól Ferdinándhoz pártolt és ezzel hosszú háborúskodást indított el a családon belül is.
Amikor az erdélyi rendek 1562-ben Gyulafehérvárott elhatározták, hogy megtámadják a Habsburgok oldalára állt Balassa Menyhértet és társait, nemsokára a csatamezőn is találkoztak. A csata a Közép-Szolnok vármegyei Hadad mellett zajlott le (más néven vadkerti csataként is ismert), ahol a Habsburghoz hű Balassák, Zay Ferenc kassai kapitány vezetésével legyőzték a II. János pártján álló erdélyi csapatokat.
Némethi Ferenc 1562-ben református zsinatra hívta Hegyalja környékének protestáns lelkészeit. A rendkívül erőszakos Perényi Gábor a Felvidék egyik leghatalmasabb birtokosa lutheránus volt. Személyes ellentét feszült Perényi és Némethi között, elsősorban amiatt, mivel Perényi hatalmi szóval igyekezett elejét venni a református irányzat terjedésének. Petrovics Péter volt a helvét irányzat legjelentősebb és leggazdagabb pártfogója.
Némethi a korabeli feljegyzések szerint Szerencsen az egykori bencés monostori szerzetesi rendházat várrá alakíttatta, amely később Rákóczi Zsigmond erdélyi fejedelem tulajdonába került. Tokaj külső várrészének a megerősítése és kiépítése valószínűleg Némethi Ferenc nevéhez köthető 1560 körül. A külső kővár azonban a Habsburgok elleni 1565-ös rendkívül heves csatában szinte teljesen elpusztult.

## Tokaj várának ostroma 1565-ben
Miksa német-római császár és magyar király 1564-ben került hatalomra. Uralkodása elején a vallás mellett a török kiűzése szerepelt politikája középpontjában. Mindjárt uralkodása elején 1565. februárjában háborút indított a török Magyarországról való kiűzése érdekében. Első lépésként a császár fővezére, Schwendi Lázár azt a feladatot kapta, hogy a tiszántúli megyék (Partium) várait szerezzék vissza. Először Tokaj és Szerencs elfoglalását tűzték ki célul. A korabeli források egyértelműen igazolják, hogy a Tokaj elleni támadást stratégiai és taktikai szempontok indokolták. A kemény várostromban a császáriak elfoglalták Tokajt és a hősiesen harcoló várkapitány Némethi Ferenc is elesett a csatában.

## Személyisége
Némethi Ferenc költő is volt. Mint Tokaj várának ura, a nemesség felső rétegének tagjaként első volt, aki ebből a körből zsoltárokat és istenes verseket szerzett. Némethi után Balassi Bálint kiemelkedő szinten folytatta ezt a hagyományt.
Némethi Ferenc, azonban nem csak hős várkapitány volt, hanem mélyen református ember is. Nevéhez nemcsak zsoltárok megírása fűződik, hanem mint jómódú ember, anyagilag is hozzájárult a Vizsolyi Biblia magyar nyelvre való fordításában. Támogatta Werbőczy István Tripartitum szokásjogi gyűjteményének Weres Balázs általi magyar fordításának megjelenését. Segítette Bencédi Székely István „Chronica ez Vilagnac Yeles dolgairol” történeti munkáját. Bencédi volt az első krónikás, aki a magyar történelemről magyarul írt. A mű megjelenésekor Némethi már nem élt.
Némethi halála után az özvegye a Csáky (VI.) László felesége lett.

## Emlékezete
- Némethi Ferenc emlékkonferencia Tokaj 2005
- Tokaj város - Némethi Ferenc Városi Könyvtár (2008-tól)
- Némethi Ferenc várkapitány szobra